# Danigue
Danigue  (ou Danigué, Daniké) est une localité du Cameroun située dans la commune de Guéré, le département du Mayo-Danay et la Région de l'Extrême-Nord, à proximité de la frontière avec le Tchad.

## Population
En 1967 la localité comptait 522 habitants, principalement des Massa. À cette date, elle était dotée d'un centre de santé élémentaire.
Lors du recensement de 2005, on y a dénombré 1 900 personnes.